# Henry Perigal Borrell
Henry Perigal Borrell (Londra, 1795 – Smirne, 2 ottobre 1851) è stato un numismatico britannico.
Era figlio di John Henry Borrell, un orologiaio di Londra, e di Kitty Howe.

## Biografia
Dopo aver studiato il commercio numismatico a Londra, viaggiò verso l'Impero ottomano e prese casa ed aprì un'attività di commerciante a Smirne dal 1818 fino alla sua morte. Due anni dopo il suo arrivo, nel 1820, sposò a Smirne Emelia Boddington. Negli anni 1820 ottenne un'inscrizione a Afrodisia, di cui inviò una copia a August Böckh. Nel 1838 incontrò a Smirne il VI duca di Devonshire e gli vendette la testa dell'Apollo Chatsworth, (trovata a Tamassos) che ora si trova al British Museum. Tramite la Bank of England, Borrell vendette anche monete al British Museum.
Dedicò anche molto tempo ed energie a scoprire monete greche antiche non ancora pubblicate, e i suoi risultati furono presentati in articoli sulla Revue numismatique, su Numismatic Chronicle (compresi articoli nel 1839 sulle "Coins in Andeda in Pisida" e nel 1841 "On the coins reading OKOKLIEŌN"), nonché anche su periodici numismatici tedeschi. Nel 1836 pubblicò a Parigi un "Notice sur quelques médailles grecques des rois de Chypre" (sul Regno di Cipro). Divenne anche un membro associato della Numismatic Society di Londra il 28 novembre 1839, e vi rimase associato fino alla morte. La sua collezione di monete, antichità e pietre fu venduta dopo la sua morte da Sotheby and Wilkinson di Londra nel 1851, che vendette anche la sua biblioteca numismatica due anni dopo, il 28 febbraio 1853. Molti dei suoi numerosi figli rimasero a Smirne, mentre Frederick Anthony Borrell (1836-1905) ritornò a Londra e sposò Laura Bithinia Maceroni in quella città nel 1857.
Henry aveva inviato una quaderno con circa 200 antiche iscrizioni greche e di altri centri del Mediterraneo orientale a James Kennedy Baillie MRIA, Rettore di Ardtrea (1793-1864), ancora presente presso quell'accademia.